# Max Steiger
Max Steiger (* 13. April 1942 in Horgen) ist ein Schweizer Architekt und Hochschullehrer.

## Werdegang
Max Steiger studierte Architektur am Technikum Winterthur. Zwischen 1967 und 1969 arbeitete er bei Poul Niepoort in Humlebæk und zwischen 1970 und 1996 führte er mit Urs Burkard und Adrian Meyer ein Architekturbüro in Baden. Anschließend gründete er ein Architekturbüro in Baden. Steiger lehrte als Professor an der ZHAW Winterthur (1997–2007). Max Steiger wurde in den BSA berufen und ist Mitglied im SIA.

## Bauwerke
- 1955: Hochhaus «Dreispitz» in Zürich-Schwamendingen mit Josef Schütz und Carl Rathgeb[2]

## Ehemalige Mitarbeiter
- 1994–1996: Bruno Krucker
- 1992–1996: Adrian Streich